# Daigo Nishi
Daigo Nishi (Prefectura de Hokkaido, Japó, 28 d'agost de 1987) és un futbolista japonès. Va disputar un partit amb la selecció japonesa.